# مارکو بیاچ
مارکو بیاچ (کرواتی: Marko Bijač؛ زادهٔ ۱۲ ژانویهٔ ۱۹۹۱) بازیکن واترپلو اهل کرواسی است.